# Houston Oilers 1968
La stagione 1968 degli Houston Oilers è stata la ottava della storia della franchigia nell'American Football League. La squadra si trasferì all'Astrodome, diventando la prima squadra del football professionistico a giocare in uno stadio coperto.

## Roster

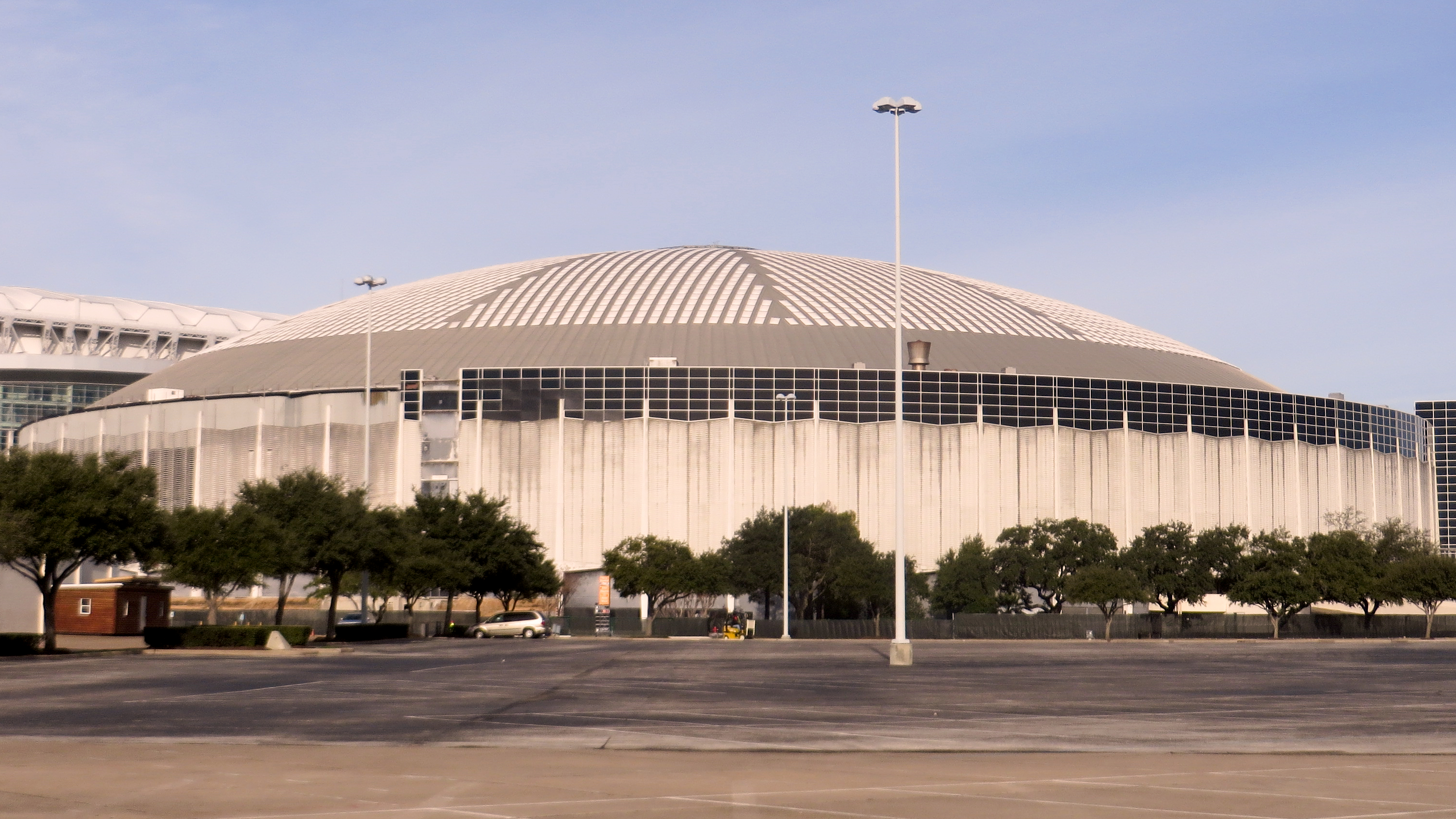
Gli Oilers si trasferirono all'Astrodome in questa stagione

| Roster degli Houston Oilers nel 1968 |
| --- |
| Quarterback - 11 Pete Beathard - 12 Bob Davis - 10 Don Trull Running Back - 42 Sid Banks - 35 Woody Campbell - 32 Hoyle Granger - 36 Roy Hopkins Wide Receiver - 81 Jim Beirne - 28 Charley Frazier - 84 Mac Haik Tight End - 82 Jim LeMoine - 89 Alvin Reed Offensive Linemen - 66 Sonny Bishop G - 78 Glen Ray Hines T - 50 Bobby Maples C - 54 Steve Quinn C - 60 Tom Regner G - 76 Walt Suggs T Defensive Linemen - 65 Elvin Bethea DE - 80 Gary Cutsinger DE - 59 Tom Domres DT - 79 Pat Holmes DE - 74 Willie Parker DT - 72 George Rice DT Linebacker - 58 Pete Barnes - 52 Garland Boyette - 56 Olen Underwood - 90 George Webster Defensive Back - 41 Larry Carwell CB - 20 Miller Farr CB - 33 W.K. Hicks FS - 29 Ken Houston SS - 21 Pete Johns - 22 Zeke Moore CB Special Team - 43 Jim Norton P - 15 Wayne Walker K |
| Legenda - I rookie sono in corsivo. - Il primo ruolo è il principale mentre gli eventuali successivi indicano i ruoli secondari. - (IR) sta per Injured Reserve ed indica la lista ristretta per un solo giocatore infortunato che può tornare ad allenarsi dopo la settimana 6 e a rientrare in prima squadra dopo che questa ha giocato 8 partite. - (NF-Inj.) / (NF-Ill.) stanno rispettivamente per Non-Football Injured e Non-Football Illness ed indicano le liste dove viene inserito un giocatore che ha un infortunio o una malattia non dipendente dal football americano. - (PUP) sta per Physically Unable to Perform ed indica la lista dove viene inserito un giocatore mentre è in attesa di recuperare la condizione fisica. Nella stagione regolare dopo la sesta partita giocata dalla propria squadra, il giocatore ha tempo tre settimane per riprendere ad allenarsi, più tre settimane aggiuntive dal suo rientro agli allenamenti per rientrare in prima squadra. |

## Calendario
| Stagione regolare |                       |           |
| Turno             | Avversario            | Risultato |
| 1                 | Kansas City Chiefs    | S 26–21   |
| 2                 | at Miami Dolphins     | V 24–10   |
| 3                 | at San Diego Chargers | S 30–14   |
| 4                 | Oakland Raiders       | S 24–15   |
| 5                 | Miami Dolphins        | S 24–7    |
| 6                 | at Boston Patriots    | V 16–0    |
| 7                 | New York Jets         | S 20–14   |
| 8                 | at Buffalo Bills      | V 30–7    |
| 9                 | at Cincinnati Bengals | V 27–17   |
| 10                | at New York Jets      | S 26–7    |
| 11                | Denver Broncos        | V 38–17   |
| 12                | at Kansas City Chiefs | S 24–10   |
| 13                | Buffalo Bills         | V 35–6    |
| 14                | Boston Patriots       | V 45–17   |

## Classifiche
| AFL Eastern Division | AFL Eastern Division | AFL Eastern Division | AFL Eastern Division | AFL Eastern Division | AFL Eastern Division | AFL Eastern Division | AFL Eastern Division | AFL Eastern Division | AFL Eastern Division |
|                      | V                    | S                    | P                    | %                    | DIV                  | PF                   | PS                   | Str.                 |                      |
| -------------------- | -------------------- | -------------------- | -------------------- | -------------------- | -------------------- | -------------------- | -------------------- | -------------------- | -------------------- |
| New York Jets        | 11                   | 3                    | 0                    | .786                 | 7–1                  | 419                  | 280                  | V4                   |                      |
| Houston Oilers       | 7                    | 7                    | 0                    | .500                 | 5–3                  | 303                  | 248                  | V2                   |                      |
| Miami Dolphins       | 5                    | 8                    | 1                    | .385                 | 4–3–1                | 276                  | 355                  | S1                   |                      |
| Boston Patriots      | 4                    | 10                   | 0                    | .286                 | 2–6                  | 229                  | 406                  | S2                   |                      |
| Buffalo Bills        | 1                    | 12                   | 1                    | .077                 | 1–6–1                | 199                  | 367                  | S8                   |                      |

Nota: I pareggi non venivano conteggiati ai fini della classifica fino al 1972.